# 優波摩那
優波摩那（うはまな、うぱばな、音写：優婆摩耶など他、Skt：Upamaana ウパマナあるいはウパヴァーナ、訳：譬喩）は、釈迦仏の弟子。また仏がシッダルタ太子の時の庶子ともいわれる（慧琳音義26、一切經音義第34巻「此云譬喩是佛庶子也」）。また第一妃瞿夷（くい、ゴーピー）との間の子とも伝えられる（處處経、西國佛祖代代相承傳法記及び内證佛法相承血脈譜など）。
一説には、釈迦が太子たりし時に妃が三人いて、それぞれ子を一子ずつもうけ、みな後に仏弟子となったといわれる。すなわち以下の通りになる。
1. 第一妃瞿夷との間に優波摩那（ウパマナ）を生む
2. 第二妃耶輸陀羅との間に羅睺羅（ラーフラ）を生む
3. 第三妃鹿野との間に善星（スナッカッタ）を生む

これは、法華玄賛に「又経云。仏有三子。一善星。二優婆摩耶。三羅睺羅。故涅槃云。善星比丘菩薩在家之子」とあり、日寛の題目抄文段にも、「一、善星比丘等文。この下は解を簡んで信を嘆ずるなり。「善星比丘」は仏の菩薩の時の御子なり。仏に三子あり。第一は善星比丘。即ちこれ第三の夫人、釈長者の女鹿野が子なり。第二は優婆摩耶。即ちこれ第一の夫人、水光長者の女瞿夷の子なり。第三は羅睺羅。即ちこれ第二の夫人、移施長者の女耶輸の子なり。これはこれ善悪無記を表するなり。故に善星は羅雲（羅睺羅）の庶兄なり。善星を生ずる時、鹿野は猶妾の如し。故に涅槃の会に「羅雲の庶兄」というなり。これ則ち年、羅雲より長ずる故に兄というなり」と著されている。
また南伝の大般涅槃経には、Upavaanna （漢訳音写：優波摩那、優波摩、梵摩那など他、訳：白浄）という人が登場し、仏入滅の時、傍で侍し仏を扇で煽ぐも、十方の神霊（天）たちが仏に見（まみ）える為に来たが、彼が仏前に立ち遮っているので仏の命により退けられたという記述がある。なお、Upavaanna は、テーラガータ185-6偈では、舎衛城のバラモンとして、祇園精舎建立の時、信を起して出家し、六神通を得た。かつて仏に侍し、仏が病み給うと、その外護者のDevahita バラモンの所へ行き薬湯を得て仏を癒したという記述などがある。同1018には、仏の侍者の一人として列挙されている。この他、Upavaanna の名は、雑阿含27.8及び44.4には優波摩、別訳雑阿含には優波摩那、増一阿含35.7には優頭槃と訳されるほか、諸経典文献にも同名の人が散見される。
なお、Upamaana を仏の嫡子とする説は北伝仏教に見られる説（思われるに、處處経の記述がその根本であろう）であり、南伝仏教では確認されていない。しかし國訳一切経の大般涅槃経（北伝・大乗）の迦葉菩薩品の註釈では、優波摩那を「これ仏の庶子なりという」とあり、織田得能が著した織田仏教大辞典（大蔵出版、1988年）でも仏の実子と伝えられることを挙げて「可考」とあり、考慮すべき点を指摘している。また赤沼智善編集の印度仏教固有名詞辞典では、Upavaanna 及び漢訳音写である優波摩那などの名称は見られるが、Upamaana の名前はなく、仏の嫡子であるかどうかの指摘もなされていない。
したがって、このUpavaanna と本項のUpamaana がまったく同一人物か、もしくは同名別人であるかは不明。